# Søren Larsen (football)
Pour les articles homonymes, voir Søren Larsen.
Søren Larsen est un footballeur danois né le 26 septembre 1981 à Køge. Il possédait un très grand gabarit (1,94 m) semblable à d'autres attaquants européens comme Peter Crouch.

## Biographie

### En club
Søren signe son premier contrat pro à Køge BK, sa ville natale, puis il se fait repérer par Schalke 04 après trois grandes saisons au BK Frem Copenhague et à Djurgårdens IF. 
N'étant plus en odeur de sainteté en Allemagne, il trouve un accord avec le Toulouse FC pour 4 saisons. 
Søren ne s'est jamais imposé dans l'effectif pro, ses seuls buts étant inscrits dans les deux coupes nationales, notamment un quadruplé inscrit face à Schirrhein (Division Honneur). Quelques jours après cet éclat, il se blesse à la cheville pour plusieurs mois.
Le 31 août 2009, à quelques heures de la fin du mercato, il est prêté au MSV Duisbourg pour un an avec option d'achat.
Après un très bon début de saison avec son nouveau club de deuxième division allemande, il se blesse de nouveau au genou droit. Il sera absent entre deux et trois mois, son retour est prévu le dimanche 17 janvier contre Francfort. 
Il participe à la Coupe du monde 2010 avec l'équipe nationale du Danemark, et reprend l'entrainement à Toulouse le 19 juillet, l'option d'achat n'ayant pas été levée par Duisbourg.
Après avoir été prêté à Feyenoord en début d'année pour six mois, il retourne à Toulouse. Il résilia son contrat à l'amiable avec le TFC et s’engagea quelques jours plus tard avec le club danois de l'AGF Aarhus pour 3 ans.
Le 18 février 2014, il annonce qu'il prend sa retraite en raison d'une blessure au genou.

### En sélection
Søren Larsen commença sa carrière internationale le 2 juin 2005 lors d'une rencontre amicale contre la Finlande soldée par une victoire 1-0.
Il fait partie des 23 joueurs danois sélectionnés pour la Coupe du monde en 2010. Les danois sortiront dès la phase de poules.

## Palmarès
- 20 sélections et 11 buts avec l'équipe du Danemark de 2005 à 2010
- Champion de Suède en 2005 avec Djurgårdens IF